# Runesword
Runesword sau Rune Sword este o serie de șase romane fantastice. Primul volum Outcasts  a apărut în 1990 și a fost scris de Clayton Emery.

## Prezentare generală
Săbiile care au rune încastrate pe lamă (Runeswords) sau săbiile magice au fost create în inima munților de gnomi și călite în sânge de zeu. Acestea au fost comandate de Vili, un zeu din nord. Cu o astfel de sabie în mână, orice supus al lui ar fi putut cuceri regate.
Aceste săbii trebuiesc găsite și distruse înainte de a fi descoperite de Întunecatul Stăpân și de creaturile sale.
Caltus Talienson este singurul războinic proscris care poate găsi sabia Sjanbrand. În căutările sale este ajutate de alți proscrișii - vrăjitoarea Elizebith, trolul Hathor și elful-arcaș Endril.
Dincolo de Mistwall, Stăpânul Întunecat adună forțe, transformând cele mai grave temeri ale dușmanilor săi în realitate cu... Piatra de vis (The Dreamstone).
Caltus Talienson împreună cu tovarășii săi s-au înarmat cu arme și magie puternice. Ei sunt gata să lupte cu minionii Lordului Întunecat, fie ei orci sau dragoni. Dar Caltus va trebuie să afle dacă este gata să se confrunte cu propriile sale coșmaruri.
În cripta din adâncurile Muntelui Ocher, un vampir malefic se trezește dintr-un somn de secole. Dornic să-i facă un omagiu Stăpânului Întunecat, el dezlănțuie o legiune de zombi pentru a cuceri țara celor vii.
Un nou atac dinspre Mistwall are loc asupra regatului, odinioară pașnic, Westwoods. De această dată, legiunile conduse de goblinii Stăpânului Întunecat nu întâmpină nicio rezistență în timpul invaziei lor sângeroase. Iar stăpânul lor lacom va savura victoria totală a răului prin capturarea unui singur premiu final evaziv.

## Lista romanelor
- Outcasts (1990) de Clayton Emery[1][2]
  - ro.: Proscrișii - Editura Nemira, Colecția Nautilus nr. 11, 1993. Traducere de Adriana Postolache.[2][8][9]
- Skryling's Blade (1990) de Rose Estes și Tom Wham [1][2]
  - ro.: Sabia lui Skryling  - Editura Nemira, Colecția Nautilus, nr. 38, 1994. Traducere de Horia Grușcă[2][10][11]
- The Dreamstone (1991) de J. F. Rivkin[1][2]
- Horrible Humes (1991) de Stephen Billias[1][2][12]
- Dark Divide (1991) de Mark Acres[1][2]
- The Stone of Time (1992) de Rose Estes și Tom Wham[1][2]

## Legături externe
- Seria Runesword la fantasticfiction.com

## Vezi și
- 1990 în științifico-fantastic